# Ekstradycja (serial telewizyjny)
Ekstradycja – polski sensacyjny serial telewizyjny w reżyserii Wojciecha Wójcika, emitowany w telewizji TVP1 od 9 listopada 1995 do 10 czerwca 1999. Zdjęcia powstały m.in. na zamku w Oporowie oraz w Bedlnie (komisariat policji).

## Fabuła

### Wstęp
Głównym bohaterem jest Olgierd Halski, nadkomisarz policji (Marek Kondrat), który tropi handlarzy narkotyków, rosyjską mafię i usiłuje walczyć z korupcją wśród polskich urzędników państwowych. Dodatkowo ścigani przez niego wkraczają w jego życie prywatne, zagrażając jego najbliższym. Olgierd jest policjantem bardzo skutecznym, jednak jego życie prywatne usłane jest problemami – jest rozwiedzionym alkoholikiem, a jego córka Basia wychowywana jest przez jego siostrę – bizneswoman Sabinę Borkowską (Małgorzata Pieczyńska). Jedynymi osobami, którym ufa są jego przyjaciel i przełożony – podinspektor Stefan Sawka (Witold Dębicki), oraz szef UOP-u Jerzy (Krzysztof Kolberger), kolega Olgierda z lat młodości występujący z nim na zawodach szermierczych. Ogólnie serial przedstawia całokształt problemów bezpieczeństwa państwa w latach 90. w ramach nowo ustanowionej III RP. Fabuła serialu, obok przedstawienia przestępczej działalności gangsterów, półświatka, zorganizowanych grup przestępczych, ujawnia także działalność organów ścigania: policji oraz Urzędu Ochrony Państwa, ukazując przy tym pozytywne i negatywne postaci funkcjonariuszy.

### Sezon 1.
Halski zajmujący się walką z dilerami narkotyków otrzymuje od Sawki sprawę wymuszania haraczy od restauratorów na warszawskiej Starówce będącego następstwem konfliktu między dwoma bossami narkotykowymi w mieście – Sytym i Cyrkiem. Sprzedawana przez Sytego heroina jest produkowana w Rosji, a następnie szmuglowana do Polski helikopterem przez granicę. Przemyt organizuje były pułkownik KGB Arkadij Zajcew, przedstawiciel rosyjskiej mafii współpracujący z oboma gangami. Halski śledzi spotkanie Sytego i Cyrka, podczas którego ten drugi ginie, zaś Halski zostaje przyłapany przez gangsterów, a następnie wrobiony w śmierć młodej narkomanki, po czym z ręki podwójnego agenta Struny ginie również Syty. Olgierd ucieka od pracy i popada w alkoholizm. Kilka miesięcy później w kraju wybucha afera związana z amerykańsko-polskim przedsiębiorcą Peterem Novotnym, właścicielem firmy Eco-Eatables, który ukrywa się przed ekstradycją do USA. Novotny współpracuje z mafią i Zajcewem organizując transport heroiny na Zachód w puszkach z produktami jego firmy. Za namową Sawki Halski postanawia wrócić do policji i pomóc wytropić mafię i Novotnego. Tymczasem Urząd Ochrony Państwa wysyła do tej sprawy młodego kapitana Kamila Zybertowicza, który staje się wspólnikiem Halskiego. Aby rozwiązać sprawę ekstradycji Zajcew postanawia wysłać do Stanów sobowtóra Novotnego, co następnie zostaje odkryte. Kamil odnajduje miejsce przechowywania puszek z rosyjską heroiną, jednak zostaje zabity przez ludzi Zajcewa, poinformowanego o akcji przez wtyczkę w UOP-ie – pułkownika Szawłowskiego. Halski postanawia ostatecznie rozprawić się z mafią i odnaleźć prawdziwego Novotnego.

### Sezon 2.
Po śmierci Zajcewa, ekstradycji Novotnego i przechwyceniu heroiny przez policję, boss rosyjskiej mafii – Iwanow, powierza władzę Nadieżdzie Tumskiej. Jej żołnierzem numer jeden, i kochankiem zarazem, jest Jurij. Tumska, Jurij i przybyły z Turcji „Struna” planują przemycić na zachód 100 kg narkotyków. Na ten towar ma ochotę również Gundis – szef łotewskiego gangu, który jest zagorzałym wrogiem Nadieżdy. Nadieżda zaprzyjaźnia się z Sabiną, z którą to ma mieć wspólny biznes. Przechwycona przez Halskiego heroina została przeznaczona do spalenia. Aby odzyskać narkotyki, gangsterzy Nadieżdy postanawiają zaszantażować Olgierda i Sabinę, porywając Basię na Mazurach. Zrozpaczony Halski rozpoczyna wojnę z gangsterami i robi co może, aby odzyskać córkę, naginając także prawo. Nadieżda zaś wrabia Sabinę w aferę zdefraudowania pieniędzy przez powiązany z mafią Geobank. Halskiemu udaje się odzyskać Basię oraz narkotyki, jednak doczekuje się ostracyzmu od mediów. W efekcie Halski i zdymisjonowany Jerzy postanawiają samowolnie spalić skradzione narkotyki w wyniku czego Olgierd zostaje wyrzucony z policji. Niezadowolony z Nadieżdy Iwanow postanawia pozbyć się jej, czego udowadniając wierność szefowi, dokonać ma Jurij, który po tym fakcie zostaje nowym wiceprezesem Geobanku. Iwanow ulatnia się z kraju, a na swoje miejsce wstawia tajemniczego Jana Tuwarę.

### Sezon 3.
Po utracie pracy w policji Halski przy pomocy Sawki zatrudnia się w Biurze Ochrony Rządu. Będąc blisko szczytów władzy, odkrywa on gigantyczną aferę korupcyjną. Życiu bliskich mu osób znowu zagraża śmiertelne niebezpieczeństwo.
Postać policjanta Olgierda Halskiego jest także główną w niemieckim filmie kryminalnym Podróż do śmierci (niem. Reise in den Tod) z 1996.

## Przegląd serii
| Seria | Odcinki    | Emisja premierowa | Emisja premierowa    | Emisja premierowa | Emisja wersji zrekonstruowanej cyfrowo | Emisja wersji zrekonstruowanej cyfrowo | Emisja wersji zrekonstruowanej cyfrowo |
| Seria | Odcinki    | Premiera serii    | Finał serii          | Stacja            | Premiera serii                         | Finał serii                            | Stacja                                 |
| ----- | ---------- | ----------------- | -------------------- | ----------------- | -------------------------------------- | -------------------------------------- | -------------------------------------- |
| 1     | 1–6 (6)    | 9 listopada 1995  | 14 grudnia 1995      | TVP1              | 11 maja 2018                           | 15 czerwca 2018                        | TVP HD                                 |
| 2     | 7–15 (9)   | 4 września 1997   | 30 października 1997 | TVP1              | 9 listopada 2018                       | 4 stycznia 2019                        | TVP HD                                 |
| 3     | 16–25 (10) | 8 kwietnia 1999   | 10 czerwca 1999      | TVP1              | 20 września 2019                       | 18 października 2019                   | TVP HD                                 |

## Obsada
- Marek Kondrat – Olgierd Halski (1, 2 i 3 seria)
- Witold Dębicki – Stefan Sawka, podinspektor Komendy Stołecznej Policji, Komendant Stołeczny Policji, szef i przyjaciel Halskiego (1, 2 i 3 seria)
- Małgorzata Pieczyńska – Sabina Borkowska, bizneswoman, siostra Halskiego (1, 2 i 3 seria)
- Ola Rosińska – Basia, córka Halskiego (1, 2 i 3 seria)
- Krzysztof Kolberger – Jerzy, szef UOP, przyjaciel Halskiego (1, 2 i 3 seria)
- Renata Dancewicz – Beata, opiekunka Basi, kochanka Halskiego (1, 2 i 3 seria)
- Lew Rywin – Inokientij Iwanow, Boss rosyjskiej mafii (1 i 2 seria)
- Aleksiej Awdiejew – Arkadij Zajcew, były pułkownik KGB, rezydent rosyjskiej mafii w Warszawie (1 seria)
- Zdzisław Wardejn – Peter Novotny (1 i 2 seria)
- Wojciech Wysocki – Pułkownik Andrzej Szawłowski, skorumpowany oficer UOP (1 i 2 seria)
- Maria Pakulnis – Nadieżda Tumska (1 i 2 seria)
- Paweł Wilczak – Jurij Ałgarski (2 i 3 seria)
- Paweł Wilczak – człowiek „Sytego” (1 seria)
- Andrzej Zieliński – Sachar, człowiek Tumskiej (2 seria)
- Jerzy Trela – Gundis, szef łotewskiej mafii (2 seria)
- Mariusz Jakus – Fryta (3 seria)
- Janusz Gajos – Jan Tuwara (Jerzy Kosmala), zakonspirowany agent rosyjskich (dawniej sowieckich) służb specjalnych (2 i 3 seria)
- Piotr Machalica – Generał brygady Bogusław Góra, szef BORu (3 seria)
- Edyta Jungowska – barmanka w restauracji (3 seria)
- Bogdan Michalak – rekietier (3 seria)
- Witold Wieliński – rekietier (3 seria)
- Jerzy Próchnicki – bosman przystani (2 seria)
- Andrzej Niemirski – barman w „Ósemce” (3 seria)
- Paweł Deląg – marszand (3 seria)
- Piotr Zelt – agent BOR-u w Jabłonnie (3 seria)
- Piotr Warszawski – agent BOR-u w Jabłonnie (3 seria)
- Artur Janusiak – agent BOR-u w Jabłonnie (3 seria)
- Michał Dworczyk – agent BOR-u w Jabłonnie (3 seria)
- Kazimierz Wysota – Radosław Melski (3 seria)
- Bartłomiej Topa – marszand (3 seria)
- Szymon Bobrowski – analityk polityczny (3 seria)
- Marek Bukowski – człowiek „Sytego”, dealer narkotyków (1 seria)
- Monika Krzywkowska – synowa Góry (3 seria)
- Rafał Sawicki – syn Góry (3 seria)
- Sebastian Świąder – Rafał (3 seria)
- Adam Ferency – Antoni Fiduk alias Jean Pierre Mega (3 seria)
- Marian Opania – Tomasz Osowski, minister współpracy z zagranicą (2 i 3 seria)
- Barbara Brylska – żona Osowskiego (3 seria)
- Sławomira Łozińska – żona Góry (3 seria)
- Jan Englert – Kowalski, biznesmen mający powiązania ze światem przestępczym (2 i 3 seria)
- Piotr Fronczewski – wiceprezes „Geobanku” (2 seria)
- Bogusław Sobczuk – minister spraw wewnętrznych (1 i 2 seria)
- Edward Żentara – Ernest Sumar, płatny morderca na usługach Tuwary (3 seria)
- Ryszard Radwański – Wąsik – skorumpowany policjant, współpracownik Zajcewa (1 seria)
- Dariusz Jakubowski – Struna, człowiek Cyrka i „Sytego”, p. Tumskiej i Gundisa (1 i 2 seria)
- Grzegorz Warchoł – Sytniewski „Syty”, warszawski gangster (1 seria)
- Artur Żmijewski – Wiesiek Cyrk, warszawski gangster, rywal „Sytego” (1 seria)
- Joanna Kurowska – żona Cyrka (1 seria)
- Mariusz Czajka – „Fazi”, członek gangu Cyrka (1 seria)
- Lech Łotocki – „Kulas”, pomocnik Novotnego (1 seria)
- Maciej Kozłowski – Trener, oficer BOR-u, podwładny Góry (3 seria)
- Cezary Żak – Gruby, członek gangu Tumskiej (2 seria)
- Arkadiusz Jakubik – członek gangu Tumskiej (2 seria)
- Sławomir Grzymkowski – członek gangu Tumskiej (2 seria)
- Wojciech Kowman – członek gangu Tumskiej (2 seria)
- Dariusz Gnatowski – członek gangu Tumskiej (2 seria)
- Witold Żaboklicki – członek gangu Tumskiej (2 seria)
- Grzegorz Kowalczyk – goryl Bossa (1 i 2 seria)
- Robert Wabich – goryl Bossa (1 i 2 seria)
- Grzegorz Kulikowski – goryl Bossa (1 i 2 seria)
- Tomasz Dedek – człowiek „Sytego” (1 seria)
- Wiesław Dziuba – Mozart, człowiek „Sytego” (1 seria)
- Zbigniew Bielski – Petris, człowiek Gundisa (2 seria)
- Piotr Cyrwus – człowiek Gundisa (2 seria)
- Adam Dzienis – człowiek Gundisa (2 seria)
- Jan Machulski – prezes „Geobanku” (2 i 3 seria)
- Michał Pawlicki – Alfred Ratyński, były boss narkotykowego podziemia (1 seria)
- Edyta Olszówka – Mysza, córka Ratyńskiego (1 seria)
- Krzysztof Krupiński – komisarz Kulesza (1 seria)
- Beata Kawka – recepcjonistka w hotelu, kochanka Saszy Piłatowa (2 seria)
- Jan Peszek – ksiądz Jan, przyjaciel Halskiego (2 seria)
- Jerzy Braszka – barman (1 seria)
- Paweł Burczyk – narkoman (1 seria)
- Witold Wieliński – człowiek Cyrka (1 seria)
- Artur Pontek – złodziej samochodów (1 seria)
- Marek Lewandowski – właściciel restauracji (1 seria)
- Mieczysław Hryniewicz – Dzięcioł (3 seria)
- Jerzy Grałek – minister (3 seria)
- Paweł Nowisz – wicepremier (3 seria)
- Tomasz Bednarek – dziennikarz (2 i 3 seria)
- Jacek Borcuch – dziennikarz (2 i 3 seria)
- Sławomir Zieliński – spiker tv (3 seria)
- Anna Nowak – dziennikarka (2 i 3 seria)
- Krzysztof Materna – reżyser przedstawienia (3 seria)
- Michał Grudziński – członek sztabu kryzysowego (3 seria)
- Marek Obertyn – przywódca neonazistów (3 seria)
- Maciej Robakiewicz – członek sztabu kryzysowego (3 seria)
- Grzegorz Skrzecz – goryl Tuwary (3 seria)
- Andrzej Butruk – Paweł Jadczak (3 seria)
- Jacek Rozenek – policjant (3 seria)
- Jerzy Molga – bankowiec (2 seria)
- Janusz Leśniewski – bankowiec (2 seria)
- Tadeusz Borowski – bankowiec (2 seria)
- Katarzyna Bargiełowska – policjantka (2 i 3 seria)
- Cezary Morawski – lekarz (3 seria)
- Witold Bieliński – policjant (1 seria)
- Ewa Szawłowska – pielęgniarka (3 seria)
- Zdzisław Rychter – chemik (1 seria)
- Aleksander Mikołajczak – porucznik WOP (1 seria)
- Jacek Lenartowicz – ochroniarz Novotnego (1 seria)
- Władimir Abramuszkin – pilot helikoptera (1 seria)
- Leon Niemczyk – prowadzący licytację (2 seria)
- Piotr Gąsowski – policjant Ochocki (2 seria)
- Stanisław Jaskułka – policjant Chomnicki (2 seria)
- Marcin Jędrzejewski – policjant Olecki (2 seria)
- Katarzyna Śmiechowicz – dziewczyna nad jeziorem (2 seria)
- Stanisław Biczysko – szef komandosów, członek sztabu kryzysowego (3 seria)
- Janusz Bukowski – prokurator generalny (2 i 3 seria)
- Andrzej Brzeski – minister (2 seria)
- Jack Recknitz – agent FBI (2 seria)
- Jacek Domański – właściciel restauracji na Starówce (1 seria)
- Jerzy Słonka – celnik współpracujący z Jurijem (3 seria)
- Katarzyna Gajdarska – Maria Kulska (2 seria)
- Ryszard Chlebuś – lekarz (2 seria)
- Stanisława Celińska – Lucyna (3 seria)
- Tadeusz Hanusek – stary pracownik UOP (1 seria)
- Paweł Szczesny – oficer UOP (1 seria)
- Stanisław Pąk – pielęgniarz (2 seria)
- Jan Hencz – oficer UOP (1 seria)
- Marcin Dorociński – policjant zabity przez Sumara (3 seria)
- Piotr Dejmek – policjant (1 seria)
- Paweł Szwed – pracownik banku (3 seria)
- Jacek Różański – mężczyzna chcący porwać Basię (1 seria)
- Jan Wieczorkowski – policjant przywożący Bosmana (2 seria)
- Zbigniew Suszyński – goryl „Bossa” (1 seria)
- Marcin Jędrzejewski – człowiek Zajcewa (1 seria)
- Izabela Kuna – agentka UOP (2 seria)
- Arkadiusz Janiczek – kelner (2 seria)
- Jan Jurewicz – policjant (2 seria)
- Mariusz Pilawski – policjant (2 seria)
- Andrzej Nejman – członek gangu Gundisa (2 seria)
- Jakub Szyliński – członek gangu Gundisa (2 seria)
- Ryszard Ronczewski – Elman (2 seria)
- Tadeusz Falana – człowiek Gundisa (2 seria)
- Mirosław Siedler – pilot awionetki (3 seria)
- Katarzyna Dowbor – dziennikarka (2 seria)
- Michał Banach – dziennikarz (2 seria)
- Marcin Troński – członek sztabu kryzysowego (3 seria)
- Jakub Strzyczkowski – dziennikarz (2 seria)
- Leszek Piskorz – członek Geobanku (2 seria)
- Cezary Poks – UOP-owiec (2 seria)
- Edward Linde-Lubaszenko – agent rosyjski (2 seria)
- Jan Piechociński – lekarz (2 i 3 seria)
- Janusz Zerbst – szef UOP (3 seria)
- Ryszard Jabłoński – listonosz (2 seria)
- Tomasz Kozłowicz – Kamil Zybertowicz, funkcjonariusz UOP, partner Halskiego (1 seria)
- Jerzy Kamas – Zybertowicz, profesor filozofii, ojciec Kamila (1 seria)
- Gustaw Lutkiewicz – strażnik Stasio (3 seria)
- Sławomir Orzechowski – Janusz, szef ochrony z hotelu Victoria, przyjaciel Halskiego (2 i 3 seria)
- Olaf Lubaszenko – major Rafał Kulski, oficer UOP (2 seria)
- Karol Strasburger – Sasza Piłatow, rosyjski agent Interpolu (2 seria)
- Danuta Stenka – Krystyna Małek, agentka wywiadu (3 seria)
- Tadeusz Szymków – Wojtek Szymczak, agent wywiadu (3 seria)
- Henryk Bista – pan Henio Dobracki, włamywacz komputerowy, przyjaciel Halskiego (2 i 3 seria)
- Jolanta Fraszyńska – hakerka Ćma (3 seria)
- Marek Walczewski – „X” z URM-u (3 seria)
- Arkadiusz Bazak – Komendant Główny (1 i 3 seria)
- Małgorzata Foremniak – podkomisarz Kulik (2 seria)
- Beata Tyszkiewicz – Biernowska, ekspertka ds. bankowych (2 i 3 seria)
- January Brunov – „Cichy”, pracownik UOP (1 i 2 seria)
- Piotr Grabowski – Stasio Oleśny, oficer UOP (1, 2 i 3 seria)
- Joachim Lamża – „Łysy”, wspólnik Krystyny i Wojtka (3 seria)
- Sławomir Głazek – policjant (2 seria)
- Wojciech Duryasz – lekarz (2 seria)
- Mirosław Zbrojewicz – pracownik lombardu (1 seria)
- Michał Breitenwald – oficer policji (1 i 2 seria)
- Adam Kamień – Jasnowłosy (2 seria)
- Wojciech Skibiński – parkingowy (2 seria)
- Wojciech Magnuski – ochroniarz (2 seria)
- Paweł Galia – policjant (2 seria)
- Robert Czebotar – policjant (3 seria)
- Ewa Skibińska – panienka (3 seria)
- Karina Kunkiewicz – policjantka (3 seria)
- Jerzy Słonka – celnik (3 seria)
- Arkadiusz Nader – Józek (3 seria)
- Danuta Borsuk – gosposia (3 seria)
- Tomasz Konieczny – chłopak Beaty (3 seria)
- Andrzej Blumenfeld – Klaus Blumenfeld (3 seria)
- Joanna Benda – hostessa (3 seria)
- Andrzej Butruk – Paweł Jadczak (3 seria)
- Iwona Kowalska – pani Iwonka (3 seria)
- Ryszard Kluge – zabójca Wąsika (1 seria)
- Stanisław Brudny – Kukla (1 seria)
- Monika Świtaj – Ewa (1 seria)
- Jolanta Wołłejko – ekspedientka (1 seria)
- Grażyna Zielińska – kobieta (1 seria)
- Barbara Zielińska – partnerka Sawki (1 seria)
- Grzegorz Kozak – dziennikarz (1 seria)
- Ilja Zmiejew – pilot helikoptera (1 seria)
- Janusz Onufrowicz – pracownik UOP (1 seria)
- Sławomir Holland – lekarz (1 seria)
- Katarzyna Skolimowska – właścicielka restauracji (1 seria)
- Marek Nowakowski – kierowca (1 seria)
- Marek Nowakowski – policjant (2 seria)
- Eugeniusz Malinowski – Sasza (1 seria)
- Dariusz Kurzelewski – człowiek Cyrka (1 seria)
- Dariusz Kurzelewski – agent UOP (2 seria)
- Dymitr Hołówko – Igor Szyszkin (3 seria)
- Czesław Lasota – Franek (3 seria)
- Magdalena Komornicka – dziennikarka (3 seria)
- Wojciech Machnicki – ekspert policyjny (3 seria)
- Jan Maciej Jabłoński – Krzyś (3 seria)
- Roman Kalinowski – pielęgniarz (3 seria)
- Zygmunt Bielawski – dyrektor domu dziecka (3 seria)
- Lucyna Malec – sekretarka Sawki (3 seria)
- Piotr Skarga – przewodniczący gminy (2 seria)
- Magdalena Mirek – policjantka Gosia (2 seria)
- Mirosław Kowalczyk – mężczyzna (2 seria)
- Krzysztof Zaleski – komisarz Weber (2 seria)
- Rafał Walentowicz – oficer UOP (2 seria)
- Andrzej Musiał – człowiek Gundisa (2 seria)
- Jacek Kopczyński – człowiek Gundisa (2 seria)
- Mirosław Jękot – człowiek Gundisa (2 seria)
- Ireneusz Dydliński – człowiek Gundisa (2 seria)
- Stanisław Penksyk – strażnik więzienny (2 seria)
- Robert Tondera – policjant (1 seria)
- Ewa Bakalarska – Zosia (1 seria)
- Janusz Szydłowski – Jarosław Kita (3 seria)
- Marek Dąbrowski – mężczyzna na licytacji (2 seria)
- Marek Dąbrowski – jubiler (3 seria)
- Maciej Damięcki – dyrektor teatru (3 seria)
- Aleksander Chochłow – klient kantoru „Sytego” (1 seria)
- Jacek Rozenek – człowiek Cyrka (1 seria)
- Małgorzata Werner – dziewczyna w hotelu (2 seria)
- Grzegorz Gierak – mężczyzna aresztowany nad jeziorem (2 seria)
- Stanisław Banasiuk – mężczyzna aresztowany nad jeziorem (2 seria)
- Anna Samusionek – dziewczyna nad jeziorem (2 seria)
- Natasza Sierocka – pracownica kantoru „Sytego” (1 seria)
- Tomasz Łysiak – człowiek Cyrka (1 seria)
- Piotr Makowski – człowiek „Sytego” (1 seria)
- Bogdan Misiewicz – pracownik banku (1 seria)
- Piotr Komorowski – człowiek „Sytego” (1 seria)
- Marek Kocot – człowiek Cyrka (1 seria)
- Marek Kocot – członek gangu Tumskiej (2 seria)
- Rafał Sisicki – sierżant WOP (1 seria)
- Maria Maj – kobieta na licytacji (2 seria)
- Anna Ułas – kobieta na licytacji (2 seria)
- Andrzej Oksza-Łapicki – mężczyzna na licytacji (2 seria)
- Edward Sosna – mężczyzna na licytacji (2 seria)
- Tomasz Jarosz – gangster pilnujący Basi (2 seria)
- Grzegorz Klein – członek gangu Tumskiej (2 seria)
- Piotr Rzymyszkiewicz – członek gangu Tumskiej (2 seria)
- Adam Szyszkowski – policjant chroniący Halskiego w szpitalu (2 seria)
- Jarosław Tyrański – Duńczyk (2 seria)
- Marek Bogucki – UOP-owiec (2 seria)
- Hubert Urbański – dziennikarz (2 seria)
- Julita Kożuszek – dziennikarka (2 seria)
- Ilona Kucińska – dziennikarka (2 seria)
- Robert Płuszka – policjant (2 seria)
- Robert Rozmus – policjant (2 seria)
- Wojciech Machnicki – ekspert policyjny (3 seria)
- Marek Lelek – człowiek Gundisa (2 seria)
- Aleksander Gawek – człowiek Gundisa (2 seria)
- Tomasz Kalczyński – członek gangu Tumskiej (2 seria)
- Marek Marcinkowski – więzień (2 seria)
- Wojciech Kobiałko – chemik w laboratorium Novotnego (1 seria)
- Tomasz Preniasz-Struś – policjant w porcie (2 seria)
- Janusz Szydłowski – Jarosław Kita (3 seria)
- Paweł Ławrynowicz – członek sztabu kryzysowego (3 seria)
- Grzegorz Wolf – członek sztabu kryzysowego (3 seria)
- Jakub Ulewicz – posterunkowy (3 seria)
- Janusz Rymkiewicz – neonazista (3 seria)
- Zbigniew Paterak – neonazista (3 seria)
- Norbert Rakowski – człowiek X-a (3 seria)
- Borys Jaźnicki – kolega Beaty (3 seria)
- Beata Kuroczycka – panienka (3 seria)
- Diana Kadłubowska – koleżanka Beaty (3 seria)
- Krzysztof Zakrzewski (1 seria)
- Jarosław Boberek (1 seria)
- Jacek Kadłubowski (1 seria)
- Grzegorz Gierak (1 seria)

### Obsada dubbingu
- Tomasz Zaliwski – Elman, szyper kutra; rola Ryszarda Ronczewskiego

### Narratorzy
- Piotr Fronczewski (sezon 1, 3)
- Janusz Szydłowski (sezon 2)